# Vladimir Šujster
Vladimir Šujster, né le 26 mai 1972 à Zagreb, est un handballeur croate.
Il est notamment champion olympique en 1996.

## Palmarès
- Jeux olympiques[1]
  -  Médaille d'or aux Jeux olympiques de 1996 à Atlanta